# Илия Минов
Илия Стефанов Минов или Минев е български революционер, деец на Вътрешната македоно-одринска революционна организация.

## Биография
Минов е роден в Прилеп, в Османската империя, днес Северна Македония. Работи като книжар. В 1907 година става член на Прилепския околийски комитет на ВМОРО. Арестуван е в същата година и лежи три месеца в затвора. По време на обезоръжителната акция през септември 1910 година е арестуван отново и изтезаван. Заминава за САЩ след като излиза от затвора. Завръща се в България при избухването на Балканската война в 1912 година е доброволец в Македоно-одринското опълчение. Служи в 1 рота на 10 прилепска дружина. Илия Минов загива на 7 ноември 1912 година в сражение с турската войска на шосето Кърджали – Гюмюрджина, в местността Балкан Тореси (Солу Юнус), Момчилградско.
Баща му Стефан Минев, братята му Георги, Александър и Димко Миневи, емигрират в САЩ и са активни членове на МПО „Прилеп“, Стийлтън.